# Codificación por componentes
En la codificación por componentes se codifica la señal analógica de televisión original, en función del estándar de televisión que haya en el país donde se está realizando la codificación: NTSC (EE. UU.), PAL (Europa), SECAM (Francia).
La principal ventaja de digitalizar es que no es necesario sustituir de golpe los equipos analógicos que están actualmente en funcionamiento, sino que basta con incluir un conversor analógico-digital al final de la cadena de audio.
El inconveniente es que aunque utilice la misma frecuencia de muestreo y el mismo códec, las señales digitales resultantes son diferentes, por lo que se mantiene la misma incompatibilidad que cuando se procesaban señales analógicas entre los estándares.